# Restaurant de la Sirène ad Asnières
Il Restaurant de la Sirène ad Asnières (Le Restaurant de la Sirène à Asnières) è un dipinto del pittore olandese Vincent van Gogh, realizzato nel 1887 e conservato al Musée d'Orsay di Parigi.

## Descrizione
Il periodo trascorso a Parigi, metropoli animata dalle recentissime tendenze impressioniste, fu uno dei più fecondi per il pittore. Una volta giunto nella ville lumière, infatti, van Gogh volse definitivamente le spalle ai colori terrosi e cupi del suo precedente periodo olandese e approdò a una tavolozza chiara, luminosissima, quasi abbagliante. In Restaurant de la Sirène ad Asnières van Gogh affronta un soggetto tipicamente impressionista: si tratta di un luogo destinato all'amusement moderno, in questo caso il ristorante de la Sirène di Asnières, un piccolo borgo sorgente sulle rive della Senna, a pochissimi chilometri da Parigi. Lo stesso Émile Bernard, d'altronde, ci riferisce che durante il soggiorno parigino van Gogh si accostò alla raffigurazione di «deliziosi ristoranti con tendoni di vari colori e con oleandri».
Se con la scelta del tema van Gogh si allinea perfettamente con quei «pittori della vita moderna» che sono Monet e Pissarro, lo stesso non si può dire per le finalità di tale opera. Il ristorante raffigurato è infatti solo un pretesto utilizzato da Van Gogh per mostrare uno scorcio suburbano immerso nell'atmosfera oziosa di una domenica pomeriggio e, soprattutto, per sperimentare le nuove tecniche apprese durante il soggiorno parigino. Per esaltare le qualità luministiche del dipinto, infatti, van Gogh orchestra una delicata sinfonia tra colori luminosissimi: il rosa, l'azzurro, il giallo e il rosso (quest'ultimo introdotto dal rialzo murario a sinistra). Il nero, stigmatizzato «non-colore» negli ambienti impressionisti, è qui utilizzato pochissimo.
Assai significativo è anche l'impiego di ombre colorate: era opinione degli Impressionisti, infatti, che ciascun colore condizionasse con la propria brillantezza i colori contigui, intessendo concatenamenti che nel loro complesso restituiscono una sensazione di aumentata luminosità e di tepore. È per questo motivo che, così come nei dipinti impressionisti che ne Il Restaurant de la Sirène ad Asnières, le ombre non sono mai totalmente buie.